# Granulifusus kiranus
Granulifusus kiranus is een slakkensoort uit de familie van de Fasciolariidae. De wetenschappelijke naam van de soort is voor het eerst geldig gepubliceerd in 1958 door Shuto.